# Cycnium
Cycnium é um género botânico pertencente à família Orobanchaceae.

## Espécies
Composto por 55 espécies:
- Cycnium adonense
- Cycnium ajugaefolium
- Cycnium albersii
- Cycnium angolense
- Cycnium aquaticum
- Cycnium asperrimum
- Cycnium bequaerti
- Cycnium brachycalyx
- Cycnium brevifolium
- Cycnium bricchettii
- Cycnium buchneri
- Cycnium cameroonianum
- Cycnium camporum
- Cycnium carvalhi
- Cycnium chevalieri
- Cycnium claessensi
- Cycnium decumbens
- Cycnium dentiflorum
- Cycnium dewevrei
- Cycnium ellenbeckii
- Cycnium elskensi
- Cycnium erectum
- Cycnium filicalyx
- Cycnium fruticans
- Cycnium gallaense
- Cycnium hamatum
- Cycnium herzfeldianum
- Cycnium heuglinii
- Cycnium humifusum
- Cycnium huttoniae
- Cycnium jamesii
- Cycnium kraussianum
- Cycnium longiflorum
- Cycnium meyeri
- Cycnium paucidentatum
- Cycnium pentheri
- Cycnium petunioides
- Cycnium pratense
- Cycnium questieauxianum
- Cycnium racemosum
- Cycnium rectum
- Cycnium recurvum
- Cycnium rubriflorum
- Cycnium rubrum
- Cycnium sandersoni
- Cycnium serratum
- Cycnium spicatum
- Cycnium suffruticosum
- Cycnium tenuisectum
- Cycnium tomentosum
- Cycnium tubatum
- Cycnium tubulosum
- Cycnium verdickii
- Cycnium veronicifolium
- Cycnium volkensii